# 3-я армия (Сибирская армия)
3-я а́рмия — оперативное объединение в составе Восточного фронта Русской армии во время Гражданской войны.

## История
Была образована 14 (22) июля 1919 года путём переименования Западной армии. Летом 1919 года участвовала в Челябинской операции, в августе-октябре в Петропавловской операции на реках Тоболе и Ишиме. В феврале 1920 года остатки армии, сведённые в отряды (Егерский, Уральский, Волжский, Ижевский, а также 1-я кавалерийская дивизия, 4-я Оренбургская казачья бригада и другие части), вышли к Чите, где 22 февраля были переформированы в 3-й корпус Дальневосточной армии.

## Командующие
- К. В. Сахаров (22 июля — ноябрь 1919)
- В. О. Каппель (ноябрь — 14 декабря 1919)
- П. П. Петров (14 декабря 1919 — 23 января 1920)
- К. В. Сахаров (с 23 января 1919)
- С. Н. Барышников — временно исполняющий должность 25—26 января 1920 года.
- Начальник штаба — В. И. Оберюхтин (22 июля — ноябрь 1919)